# Kevin Volland
Kevin Volland (Marktoberdorf, 30 de julio de 1992) es un futbolista alemán. Juega en la posición de delantero y desde 2025 milita en el TSV 1860 Múnich de la 3. Liga de Alemania. Fue internacional con la selección alemana.

## Trayectoria

### Clubes
Volland nació el 30 de julio de 1992 en la ciudad de Marktoberdorf y se formó en el F. C. Thalhofen, el F. C. Memmingen y el T. S. G. Thannhausen, hasta que el 1 de julio de 2007 se unió a las categorías juveniles del T. S. V. 1860 Múnich. En enero de 2011 firmó por cuatro años con el T. S. G. 1899 Hoffenheim, pero se quedó a préstamo en el 1860 Múnich durante un año y medio. En julio de ese año, recibió la Medalla Fritz Walter de bronce al mejor futbolista menor de diecinueve años.
El 24 de mayo de 2015 extendió su contrato con el 1899 Hoffenheim por dos años, por lo que su acuerdo con el club se alargó hasta junio de 2019. El 22 de agosto, durante un partido entre el 1899 Hoffenheim y el Bayern de Múnich, anotó a los siete segundos y se convirtió en el autor del gol más rápido en la historia de la Bundesliga. No obstante, más tarde la Bundesliga determinó que la anotación había ocurrido a los nueve segundos, por lo que comparte el récord con Karim Bellarabi.
Después de jugar 132 partidos, marcar 33 goles y dar 38 asistencias en el 1899 Hoffenheim, el 20 de mayo de 2016 firmó un contrato de cinco años con el Bayer 04 Leverkusen, que pagó veinte millones de euros por su pase.
El 2 de septiembre de 2020 se hizo oficial su traspaso al A. S. Monaco F. C. para las siguientes cuatro temporadas. Completó tres de ellas, en las que disputó 115 partidos y anotó 39 goles, antes de regresar a Alemania en agosto de 2023 después de fichar por el F. C. Union Berlin. En el conjunto capitalino estuvo dos años y para la campaña 2025-26 volvió al TSV 1860 Múnich.

### Selección nacional
En 2009 disputó con la selección alemana sub-17 la Copa del Mundo de Nigeria, en la que jugó dos partidos y le hizo un gol a Honduras en la fase de grupos. Con la sub-18 y la sub-19 participó en ocho y nueve amistosos, respectivamente. En 2013 jugó la Eurocopa sub-21 de Israel. En mayo de 2014 fue convocado por primera vez a la selección absoluta para un encuentros amistoso ante Polonia. Fue incluido por Joachim Löw en la lista preliminar de treinta jugadores con miras a la fase final de la Copa del Mundo de Brasil; fue el único delantero de la misma, junto con Miroslav Klose. No obstante, no fue seleccionado dentro de la lista definitiva de veintitrés jugadores. Un año después, integró la plantilla que jugó la Eurocopa Sub-21, en la que quedaron eliminados en semifinales con Portugal. Ganó la Bota de Plata y fue incluido en el equipo ideal del torneo. En la clasificación a la Copa del Mundo de 2018 le convirtió a San Marino en una goleada 8:0.

#### Participaciones en Copas del Mundo
| Mundial                     | Sede    | Resultado        |
| --------------------------- | ------- | ---------------- |
| Copa Mundial Sub-17 de 2009 | Nigeria | Octavos de final |

#### Participaciones en Eurocopas
| Torneo                  | Sede            | Resultado        |
| ----------------------- | --------------- | ---------------- |
| Eurocopa Sub-21 de 2013 | Israel          | Fase de grupos   |
| Eurocopa Sub-21 de 2015 | República Checa | Semifinales      |
| Eurocopa 2020           | Europa          | Octavos de final |

## Estadísticas

### Clubes
Actualizado hasta su último partido disputado el 3 de mayo de 2025.
| Club                                | Div.          | Temporada     | Liga  | Liga  | Liga   | Copas nacionales | Copas nacionales | Copas nacionales | Torneos internacionales | Torneos internacionales | Torneos internacionales | Total | Total | Total  |
| Club                                | Div.          | Temporada     | Part. | Goles | Asist. | Part.            | Goles            | Asist.           | Part.                   | Goles                   | Asist.                  | Part. | Goles | Asist. |
| ----------------------------------- | ------------- | ------------- | ----- | ----- | ------ | ---------------- | ---------------- | ---------------- | ----------------------- | ----------------------- | ----------------------- | ----- | ----- | ------ |
| T. S. V. 1860 Múnich II · Alemania  | 4.ª           | 2010-11       | 5     | 4     | 0      | —                | —                | —                | —                       | —                       | —                       | 5     | 4     | 0      |
| T. S. V. 1860 Múnich II · Alemania  | Total club    | Total club    | 5     | 4     | 0      | 0                | 0                | 0                | 0                       | 0                       | 0                       | 5     | 4     | 0      |
| T. S. V. 1860 Múnich · Alemania     | 2.ª           | 2010-11       | 24    | 6     | 4      | 1                | 0                | 0                | —                       | —                       | —                       | 25    | 6     | 4      |
| T. S. V. 1860 Múnich · Alemania     | 2.ª           | 2011-12       | 33    | 13    | 11     | 2                | 1                | 1                | —                       | —                       | —                       | 35    | 14    | 12     |
| T. S. V. 1860 Múnich · Alemania     | Total club    | Total club    | 57    | 19    | 15     | 3                | 1                | 1                | 0                       | 0                       | 0                       | 60    | 20    | 16     |
| T. S. G. 1899 Hoffenheim · Alemania | 1.ª           | 2012-13       | 36    | 6     | 12     | 1                | 0                | 0                | —                       | —                       | —                       | 37    | 6     | 12     |
| T. S. G. 1899 Hoffenheim · Alemania | 1.ª           | 2013-14       | 33    | 11    | 9      | 4                | 1                | 0                | —                       | —                       | —                       | 37    | 12    | 9      |
| T. S. G. 1899 Hoffenheim · Alemania | 1.ª           | 2014-15       | 32    | 8     | 7      | 4                | 2                | 1                | —                       | —                       | —                       | 36    | 10    | 8      |
| T. S. G. 1899 Hoffenheim · Alemania | 1.ª           | 2015-16       | 33    | 8     | 10     | 1                | 0                | 0                | —                       | —                       | —                       | 34    | 8     | 10     |
| T. S. G. 1899 Hoffenheim · Alemania | Total club    | Total club    | 134   | 33    | 38     | 10               | 3                | 1                | 0                       | 0                       | 0                       | 144   | 36    | 39     |
| Bayer 04 Leverkusen · Alemania      | 1.ª           | 2016-17       | 23    | 6     | 2      | 2                | 2                | 0                | 6                       | 1                       | 0                       | 31    | 9     | 2      |
| Bayer 04 Leverkusen · Alemania      | 1.ª           | 2017-18       | 31    | 14    | 2      | 4                | 0                | 2                | —                       | —                       | —                       | 35    | 14    | 4      |
| Bayer 04 Leverkusen · Alemania      | 1.ª           | 2018-19       | 34    | 14    | 12     | 3                | 1                | 2                | 5                       | 0                       | 2                       | 42    | 15    | 16     |
| Bayer 04 Leverkusen · Alemania      | 1.ª           | 2019-20       | 27    | 10    | 8      | 4                | 1                | 0                | 9                       | 1                       | 2                       | 40    | 12    | 10     |
| Bayer 04 Leverkusen · Alemania      | Total club    | Total club    | 115   | 44    | 24     | 13               | 4                | 4                | 20                      | 2                       | 4                       | 148   | 50    | 32     |
| A. S. Monaco F. C. Francia          | 1.ª           | 2020-21       | 35    | 16    | 8      | 5                | 2                | 0                | —                       | —                       | —                       | 40    | 18    | 8      |
| A. S. Monaco F. C. Francia          | 1.ª           | 2021-22       | 34    | 9     | 11     | 5                | 3                | 0                | 12                      | 3                       | 2                       | 51    | 15    | 13     |
| A. S. Monaco F. C. Francia          | 1.ª           | 2022-23       | 17    | 3     | 3      | 0                | 0                | 0                | 7                       | 3                       | 0                       | 24    | 6     | 3      |
| A. S. Monaco F. C. Francia          | Total club    | Total club    | 86    | 28    | 22     | 10               | 5                | 0                | 19                      | 6                       | 2                       | 115   | 39    | 24     |
| 1. F. C. Union Berlin · Alemania    | 1.ª           | 2023-24       | 26    | 3     | 5      | 1                | 0                | 0                | 5                       | 1                       | 0                       | 32    | 4     | 5      |
| 1. F. C. Union Berlin · Alemania    | 1.ª           | 2024-25       | 4     | 0     | 0      | 1                | 0                | 0                | —                       | —                       | —                       | 5     | 0     | 0      |
| 1. F. C. Union Berlin · Alemania    | Total club    | Total club    | 30    | 3     | 5      | 2                | 0                | 0                | 5                       | 1                       | 0                       | 37    | 4     | 5      |
| T. S. V. 1860 Múnich · Alemania     | 3.ª           | 2025-26       | 0     | 0     | 0      | —                | —                | —                | —                       | —                       | —                       | 0     | 0     | 0      |
| T. S. V. 1860 Múnich · Alemania     | Total club    | Total club    | 57    | 19    | 15     | 3                | 1                | 1                | 0                       | 0                       | 0                       | 60    | 20    | 16     |
| Total carrera                       | Total carrera | Total carrera | 427   | 131   | 104    | 38               | 13               | 6                | 44                      | 9                       | 6                       | 509   | 153   | 116    |
| 1. 2. 3.                            |               |               |       |       |        |                  |                  |                  |                         |                         |                         |       |       |        |

### Selección nacional
La siguiente tabla detalla los encuentros disputados y los goles marcados por Volland con la selección alemana.
| Selección | Año   | Amistoso | Amistoso | Amistoso | Clasificación (1) | Clasificación (1) | Clasificación (1) | Eurocopa (2) | Eurocopa (2) | Eurocopa (2) | Mundial (3) | Mundial (3) | Mundial (3) | Total | Total | Total |
| Selección | Año   | PJ       | G        | A        | PJ                | G                 | A                 | PJ           | G            | A            | PJ          | G           | A           | PJ    | G     | A     |
| --- | ----- | -------- | -------- | -------- | ----------------- | ----------------- | ----------------- | ------------ | ------------ | ------------ | ----------- | ----------- | ----------- | ----- | ----- | ----- |
| Sub-17 · Alemania | 2009  | 0        | 0        | 0        | -                 | -                 | -                 | -            | -            | -            | 2           | 1           | 0           | 2     | 1     | 0     |
| Sub-17 · Alemania | Total | 0        | 0        | 0        | 0                 | 0                 | 0                 | 0            | 0            | 0            | 2           | 1           | 0           | 2     | 1     | 0     |
| Sub-18 · Alemania | 2009  | 6        | 5        | 0        | -                 | -                 | -                 | -            | -            | -            | -           | -           | -           | 6     | 5     | 0     |
| Sub-18 · Alemania | 2010  | 2        | 0        | 0        | -                 | -                 | -                 | -            | -            | -            | -           | -           | -           | 2     | 0     | 0     |
| Sub-18 · Alemania | Total | 8        | 5        | 0        | 0                 | 0                 | 0                 | 0            | 0            | 0            | 0           | 0           | 0           | 8     | 5     | 0     |
| Sub-19 · Alemania | 2010  | 7        | 5        | 0        | -                 | -                 | -                 | -            | -            | -            | -           | -           | -           | 7     | 5     | 0     |
| Sub-19 · Alemania | 2011  | 3        | 1        | 0        | -                 | -                 | -                 | -            | -            | -            | -           | -           | -           | 3     | 1     | 0     |
| Sub-19 · Alemania | Total | 10       | 6        | 0        | 0                 | 0                 | 0                 | 0            | 0            | 0            | 0           | 0           | 0           | 10    | 6     | 0     |
| Sub-20 · Alemania | 2011  | 2        | 1        | 1        | -                 | -                 | -                 | -            | -            | -            | -           | -           | -           | 2     | 1     | 1     |
| Sub-20 · Alemania | Total | 2        | 1        | 1        | 0                 | 0                 | 0                 | 0            | 0            | 0            | 0           | 0           | 0           | 2     | 1     | 1     |
| Sub-21 · Alemania | 2012  | 2        | 2        | 0        | 4                 | 0                 | 1                 | -            | -            | -            | -           | -           | -           | 6     | 2     | 1     |
| Sub-21 · Alemania | 2013  | 1        | 1        | 0        | 4                 | 4                 | 2                 | 3            | 0            | 1            | -           | -           | -           | 8     | 5     | 3     |
| Sub-21 · Alemania | 2014  | 1        | 0        | 0        | 2                 | 2                 | 1                 | -            | -            | -            | -           | -           | -           | 3     | 2     | 1     |
| Sub-21 · Alemania | 2015  | 1        | 0        | 0        | -                 | -                 | -                 | 4            | 2            | 1            | -           | -           | -           | 5     | 2     | 1     |
| Sub-21 · Alemania | Total | 5        | 3        | 0        | 10                | 6                 | 4                 | 7            | 2            | 2            | 0           | 0           | 0           | 23    | 11    | 6     |
| Absoluta · Alemania | 2014  | 2        | 0        | 0        | 1                 | 0                 | 0                 | -            | -            | -            | -           | -           | -           | 3     | 0     | 0     |
| Absoluta · Alemania | 2015  | 1        | 0        | 0        | 1                 | 0                 | 0                 | -            | -            | -            | -           | -           | -           | 2     | 0     | 0     |
| Absoluta · Alemania | 2016  | 3        | 0        | 0        | 2                 | 1                 | 1                 | -            | -            | -            | -           | -           | -           | 5     | 1     | 1     |
| Absoluta · Alemania | Total | 6        | 0        | 0        | 4                 | 1                 | 1                 | 0            | 0            | 0            | 0           | 0           | 0           | 10    | 1     | 1     |
| Total | Total | 31       | 15       | 1        | 14                | 7                 | 5                 | 7            | 2            | 2            | 2           | 1           | 0           | 54    | 25    | 8     |
| (1) Incluye datos de clasificación europea y mundialista. (2) Incluye datos de la Eurocopa Sub-21. (3) Incluye datos de la Copa Mundial Sub-17. |       |          |          |          |                   |                   |                   |              |              |              |             |             |             |       |       |       |

### Hat-tricks
| 1 | 8 de octubre de 2010   | Hardtwaldstadion, Sandhausen | Alemania sub 19 - Andorra sub-19 |  | 10 - 0 | Amistoso              |
| 2 | 14 de abril de 2018    | BayArena, Leverkusen         | Bayer 04 - Eintracht Fráncfort   |  | 4 - 1  | Bundesliga 2017-18    |
| 3 | 3 de noviembre de 2022 | Estadio Luis II, Mónaco      | AS Mónaco - Estrella Roja        |  | 4 - 1  | Europa League 2022-23 |

### Resumen estadístico
| Competición           | Partidos | Goles | Asistencias | Promedio |
| --------------------- | -------- | ----- | ----------- | -------- |
| Liga                  | 294      | 95    | 77          | 0,32     |
| Copas nacionales      | 24       | 8     | 6           | 0,33     |
| Copas internacionales | 16       | 2     | 2           | 0,12     |
| Selección de Alemania | 10       | 1     | 1           | 0,10     |
| Selecciones juveniles | 44       | 24    | 7           | 0,54     |
| Total                 | 388      | 130   | 93          | 0,33     |

## Palmarés

### Distinciones individuales
| Distinción                                                           | Año  |
| -------------------------------------------------------------------- | ---- |
| Medalla Fritz Walter de Bronce al mejor futbolista menor de 19 años. | 2011 |
| Bota de Plata de la Eurocopa sub-21.                                 | 2015 |
| Parte del equipo ideal de la Eurocopa sub-21.                        | 2015 |

## Vida privada
Volland creció en una familia interesada en los deportes, pues su padre era jugador de hockey sobre hielo y llegó a formar parte del Adler Mannheim, su hermana juega balonmano en una liga local, su hermano también es futbolista, y tiene un hermanastro que juega en el E. V. Füssen.